# Sala Yelde
La sala Yelde (in inglese Yelde Hall) è un edificio storico che si trova al centro di Chippenham nella contea del Wiltshire, Sud Ovest dell'Inghilterra, Regno Unito. La struttura, che risale alla metà del XV secolo, viene considerata un monumento classificato di primo grado per il suo particolare interesse storico e architettonico.

## Storia

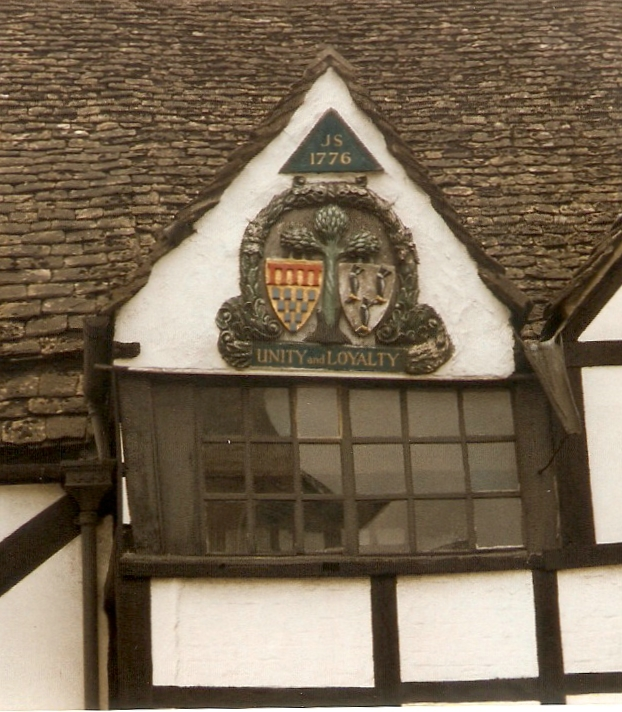
Stemma della città di Chippenham, con la data 1776, sulla sala Yelde

Le origini del nome Yelde sono incerte. Potrebbe derivare dal mondo sassone per indicare qualche cosa di vecchio o potrebbe essere legato ad una corporazione medievale. Tuttavia si tratta di un termine comune per questo tipo di edificio nel sud-ovest dell'Inghilterra. Durante i lavori di ristrutturazione del 2001-2003 i campioni estratti da cinque travi che facevano parte della struttura originale hanno fornito una data di costruzione stimata tra il 1446 e il 1458. Ci sono molte prove che suggeriscono che fu costruita per sostituire una precedente sala sullo stesso sito. Questa teoria è supportata da una petizione alla regina Elisabetta I d'Inghilterra nel 1557 che sosteneva che la Hall era lì da tempo immemorabile. La sala Yelde ha mantenuto gran parte della sua forma e struttura originali attraverso molti secoli di cambiamenti e ricostruzioni. L'ultimo in ordine di tempo è stato un importante programma di lavori di ristrutturazione eseguiti tra il 2000 e il 2003. In origine si trovava da sola in mezzo alla strada tuttavia, come fulcro della piazza del mercato, fu presto circondata da diverse bancarelle di legno e da negozi permanenti. Durante la pianificazione della ristrutturazione negli anni cinquanta del XX secolo si decise di lasciare che la sala tornasse ad essere indipendente, demolendo i due negozi nelle sue immediate vicinanze. Sul lato nord orientale c'era un edificio risalente probabilmente alla fine del 1500, l'ospedale Umbrella di Thomas Long che in seguito divenne il negozio di tabacchi di Percy Wood. Nel corso del tempo l'edificio svolse numerose e diverse funzioni. A lungo la sua funzione principale fu quella di  tribunale e di luogo di incontro civico per la cittadinanza. La sua sala principale era il luogo in cui i maggiori funzionari locali tenevano riunioni e processi. Ospitava anche il giudice distrettuale e i magistrati nelle loro visite. Queste riunioni riguardavano tutti gli aspetti della vita civica, come affitti e tasse, proprietà terriere e controversie, pesi e misure, il giudizio riguardante i reati minori e anche altri reati di non grande impatto. La Council Chamber al piano superiore fu aggiunta nei primi anni del 1600 e serviva principalmente per il Bailiff e il Burgess per tenere le riunioni del consiglio comunale. Il Bailiff e il Burgess si trasferirono nella nuova sala Neeld negli anni quaranta del XIX secolo. La sala svolse anche la funzione di casa della chiesa (o sala parrocchiale) dove si tenevano eventi di raccolta fondi per le attività e einiziative della chiesa. Nei suoi primi anni di vita potrebbe aver funzionato pure come mercato cittadino ma questo uso era quasi certamente cessato almeno entro la fine del XVI secolo quando vennero costruiti negozi e macelli nelle sue vicinanze. Inoltre fu il luogo in cui venivano riscossi i pedaggi per il mercato. Poiché la sala era molto utilizzata necessitava di continua manutenzione e cura. Fu sottoposta a un'ampia e costosa ristrutturazione nel 1614. Nel 1632 la sala risultò essere di nuovo in uno stato tale che i cittadini la ritennero inadatta ad accogliere l'assemblea cittadina e così noleggiarono alcune tende da Allington House da appendere alle pareti e al tetto per renderla più accettabile e dignitosa ai giudici che vi si dovevano recare. Probabilmente sul sito, prima ancora della presenza della sala, c'era una prigione. Questa sembra documentata almeno dal XIII secolo e la cella di sicurezza potrebbe essere quindi più antica della sala principale stessa. Ciò dà peso alla teoria che la sala abbia sostituito un edificio precedente. Come prigione cittadina la cella di sicurezza avrebbe ospitato ubriaconi locali e piccoli criminali anche se un gruppo di prigionieri è registrato nel libro contabile del Bailiff del 1709, quindi in tempi più recenti. La cella di sicurezza fu rimossa ufficialmente nel 1653 e la stanza fu modificata con un rivestimento in pietra, che bloccò la precedente porta interna.
A nord dell'edificio c'era un piccolo cortile recintato che negli anni venti fu parzialmente trasformato in un bagno per le donne e poi di nuovo in una sottostazione elettrica fino al 1980. Nel 1981 la rimozione del rivestimento in pietrame rimasto ha portato alla luce le due grandi travi di fronte alla finestra a sud. I fori a mortasa nel soffitto indicano che l'intera stanza era un tempo rivestita con queste sezioni di travi di legno e questo appare estremamente insolito per una prigione e probabilmente indica che la stanza era utilizzata anche come magazzino, con il rivestimento applicato per mantenere le merci asciutte. Dal 1822 al 1846 la sala ospitò anche la succorsale di una banca, la Chippenham Savings Bank. Nel 1846 la sala del Consiglio al piano superiore e parte della sala principale divennero l'armeria del distaccamento Chippenham del Wiltshire Regiment Volunteer Rifle Corps e di quel periodo restano a testimonianza le panche sotto la finestra che conservano gli spazi riservati ai fucili. L'armeria si trasferì a Little Ivy nel 1911. Nel 1870 parte della sala fu utilizzata pure dalla locale stazione dei pompieri. In seguito la brigata dei pompieri prese possesso dell'intera sala e vi tenne tutte le sue attrezzature. La brigata dei vigili del fuoco apportò alcune modifiche sostanziali all'interno con due torrette a campana sul tetto e due grandi porte all'estremità oltre a un lucernario sul tetto. La brigata si trasferì a Dallas Road nel 1945, dove si trova ancora. La prima idea di utilizzare la sala come un museo per Chippenham risale al 1909. Quando questa divenne vacante, dopo il 1945, l'idea fu nuovamente presentata al Consiglio comunale. Dopo che la brigata dei pompieri se ne andò furono necessari importanti modifiche, tra cui la rimozione delle doppie porte sul frontone e la demolizione dei negozi sui lati est e nord. Lo Yelde Hall Museum aprì il 25 ottobre 1963, e Joseph Chamberlain fu il suo primo curatore onorario. Nel 1999 la sala era ormai divenuta troppo piccola per le esigenze museali e così il museo si trasferì nella sua sede recente al numero 10 di Market Place. Ciò ha dato il via ad un vasto programma di ristrutturazione che ha incluso la reintroduzione di doppie porte nella parete di fondo, tra il 2000 e il 2003. Nel marzo 2003 la sala principale è stata aperta come centro informazioni turistiche della città, che è rimasto lì fino al trasferimento al Municipio nel febbraio 2012. Nel 2006 la sala è passata sotto il controllo del museo, essendo arredata con un tableau raffigurante la situazione in città nel 1816. La sala dal primo decennio del XXI secolo è utilizzata per mostre temporanee, spettacoli teatrali, musica, eventi e feste.

## Descrizione
La sala Yelde si trova al centro di Chippenham nella contea del Wiltshire, Sud Ovest dell'Inghilterra, Regno Unito. Si tratta di un raro esempio di municipio medievale ed è l'edificio più iconico di Chippenham. Uno dei pochissimi edifici con struttura in legno rimasti. L'iscrizione JS 1776 sotto lo stemma della città sul timpano esterno del portico commemora questa circostanza in quella data. JS era John Scott, un noto sarto della città che era Bailiff a quel tempo. La porta d'ingresso è una riproduzione moderna di una porta Tudor. Il tetto ha sei capriate principali, cinque delle quali sono originali mentre quella sopra l'estremità sud-orientale è del 1733. Sopra la sala le travi sono sostituzioni successive, ma molte originali sopravvivono sopra la sala del consiglio. La finitura del tetto è in ardesia fissata a listelli con pioli di legno. Un tempo sul tetto c'erano due torrette per campane, legate alle attività dei vigili del fuoco. All'interno la struttura in legno è composta da travi di quercia, poste su un basamento di blocchi di pietrisco calcareo che incorporano grandi blocchi quadrati di pietra sotto le capriate. La struttura è unita in tre sezioni con doppi giunti. Sul lato sud-occidentale la struttura originale è in gran parte intatta. Il muro nord-orientale è molto meno ben conservato, con gran parte del legno che è una sostituzione moderna. I segni originali dei falegnami sono ancora evidenti sulle principali travi da costruzione. La struttura è riempita con pannelli di intonaco e listelli. L'intonaco recente risale ai restauri del 1963 e del 2001. Un pannello all'estremità nord-occidentale, protetto dal portico, conserva un riempimento di terriccio arancione lavato a calce e paglia tritata, applicato a graticci di legno. Il riempimento originale esiste anche sul muro nord-occidentale e sul timpano, dove era protetto da edifici adiacenti. La porta d'ingresso nel portico è in rovere a tavole incrociate, fissata con chiodi fatti a mano, serrata sul retro e appesa a cardini in ferro battuto. Le modanature sono in larice. La sala del consiglio al piano superiore non è originale e si pensa che sia stata aggiunta in un momento qualsiasi nei primi anni del 1600. I borghesi del tempo apprezzavano la loro comodità e e questo viene ricordato dalla regolarità con cui acquistavano nuovi cuscini per le panche. In particolare si dice che la sedia del Bailiff fosse estremamente comoda.

## Monumento classificato
La sala Yelde dal 25 aprile 1950 viene giudicata una struttura di particolare interesse storico e architettonico in Inghilterra o Galles, classificata come monumento di primo grado.